# Paris Saint-Germain Football Club 2018-2019
Questa voce raccoglie le informazioni riguardanti il Paris Saint-Germain Football Club nelle competizioni ufficiali della stagione 2018-2019.

## Stagione

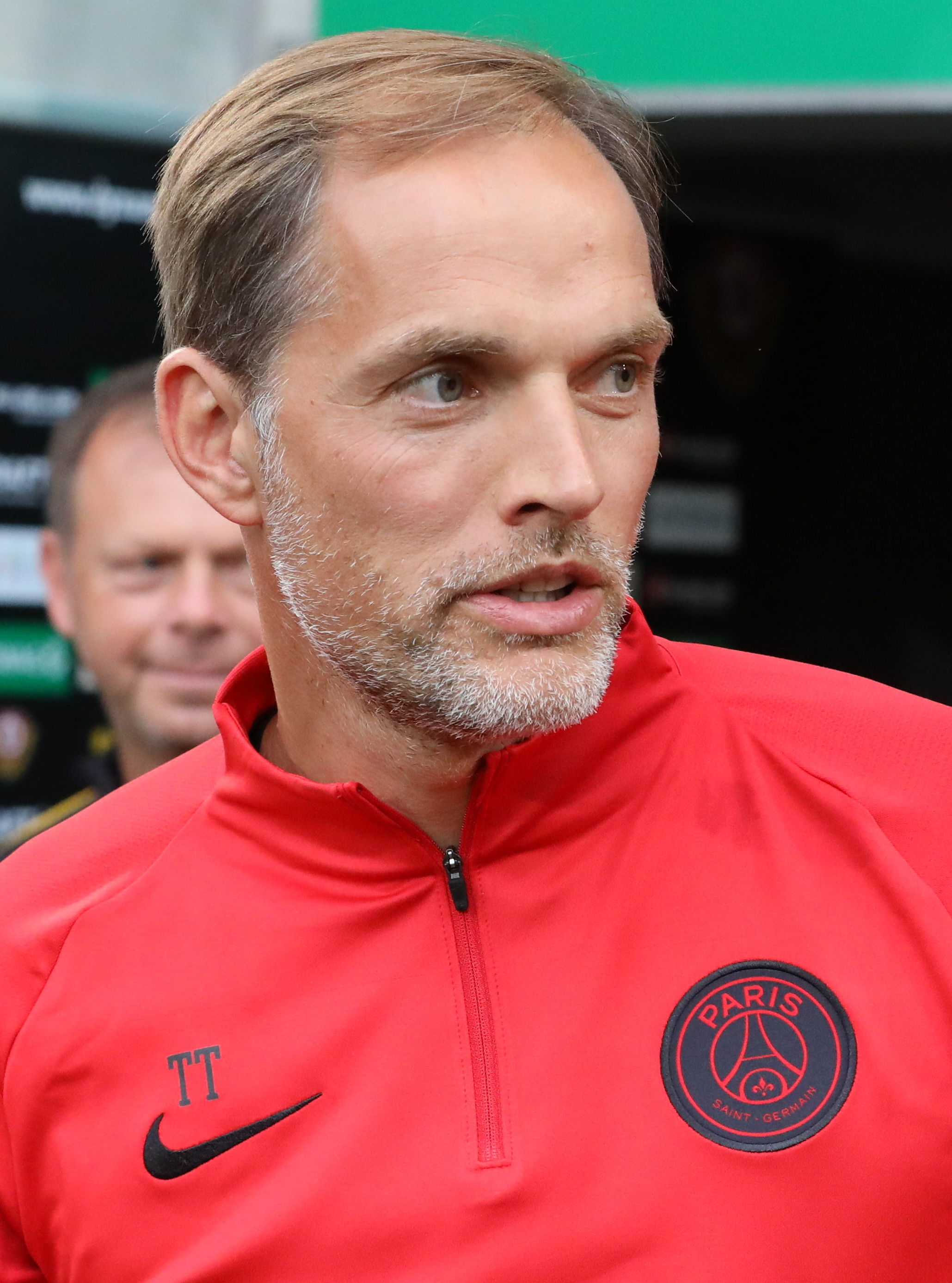
Il tedesco Thomas Tuchel, nuovo allenatore del Paris Saint-Germain

Una volta concluso il rapporto di lavoro con Unai Emery, la dirigenza del Paris Saint-Germain sceglie il tedesco Thomas Tuchel come nuovo allenatore della prima squadra.
Come già accaduto ai suoi due predecessori, Tuchel inizia la stagione conquistando la Supercoppa francese, grazie alla vittoria per 4-0 contro il Monaco a Shenzhen (Cina).
In Ligue 1 la squadra assume immediatamente il comando solitario della classifica, forte di una striscia di quattordici vittorie consecutive tra i mesi di agosto e dicembre (record per il campionato francese). I parigini chiudono il girone di andata da imbattuti e con tredici punti di vantaggio sul Lille secondo, pur avendo due partite da recuperare, e nel ritorno gestiscono agevolmente il largo margine sui bianco-rossi; il 21 aprile 2019 si laureano campioni di Francia, con cinque giornate di anticipo, per l'ottava volta nella loro storia, la seconda consecutiva.
In Champions League gli uomini di Tuchel registrano alcune difficoltà iniziali in un gruppo molto equilibrato, comprendente Liverpool, Napoli e Stella Rossa. Il PSG esordisce perdendo ad Anfield contro il Liverpool, ma si riscatta prontamente due settimane più tardi con una goleada ai danni della Stella Rossa; dopo due pareggi con il Napoli, arriva una vittoria di misura contro i Reds al Parc des Princes, che permette alla squadra di chiudere il girone al primo posto. Tuttavia il cammino europeo dei parigini si interrompe clamorosamente già agli ottavi di finale, per mano del Manchester United, da cui vengono rimontati per 1-3 nella partita di ritorno dopo aver vinto 2-0 all'andata.
Il Paris Saint-Germain viene eliminato anzitempo anche dalla Coppa di Lega, trofeo in cui era imbattuto da quarantasei partite, perdendo ai quarti di finale contro il Guingamp, in quel momento ultimo in classifica in campionato. In Coppa di Francia raggiunge invece la finale per il quinto anno consecutivo, ma stavolta viene sconfitto ai calci di rigore dal Rennes.
Con due soli trofei all'attivo, il Paris Saint-Germain conclude la sua peggior stagione dall'annata 2012-2013.

## Maglie e sponsor
Lo sponsor tecnico per la stagione 2018-2019 è Nike, mentre lo sponsor ufficiale è Fly Emirates. La prima maglia è blu con un palo rosso e presenta pantaloni e calzettoni blu. La seconda maglia è bianca con dettagli in oro e si completa con pantaloncini e calzettoni bianchi. In Champions League la squadra utilizza due completi speciali, marchiati Air Jordan, nero in casa e bianco in trasferta.
| Casa | Trasferta | Casa (Champions League) | Trasferta (Champions League) |

## Organigramma societario
Area direttiva
- Presidente: Nasser Al-Khelaïfi
- Direttore generale: Jean-Claude Blanc
- Direttore generale amministrazione e finanze: Philippe Boindrieux
- Direttore generale attività commerciali: Frédéric Longuepee

Area organizzativa
- Segretario generale: Benoît Rousseau
- Direttore della biglietteria: Nicolas Arndt
- Direttore della sicurezza: Jean-Philippe D'Hallivillée

Area comunicazione
- Direttore relazioni esterne: Guillaume Le Roy
- Protocollo e relazioni pubbliche: Katia Krekowiak
- Ufficio stampa: Yann Guerin

Area marketing
- Direttore marketing: Michel Mimran

Area tecnica
- Direttore sportivo: Antero Henrique
- Direttore centro di formazione: Bertrand Reuzeau
- Allenatore: Thomas Tuchel
- Allenatore in seconda: Arno Michels
- Collaboratori tecnici: Zoumana Camara, Zsolt Lőw
- Preparatori atletici: Simon Colinet, Denis Lefebve, Nicolas Mayer, Rainer Schrey
- Analisti video: Julien Roger, Benjamin Weber
- Analisti performance: Martin Buchheit, Ben Simpson, Mathieu Lacome
- Preparatore dei portieri: carica vacante

Area sanitaria
- Responsabile: Eric Rolland
- Medico sociale: Laurent Aumont
- Massaggiatori: Jérôme Andral, Bruno Le Natur, Gaël Pasquer, Cyril Praud
- Osteopata: Joffrey Martin

## Rosa
| N. |                      | Ruolo | Calciatore               |
| -- | -------------------- | ----- | ------------------------ |
| 1  | Italia (bandiera)    | P     | Gianluigi Buffon         |
| 2  | Brasile (bandiera)   | D     | Thiago Silva (capitano)  |
| 3  | Francia (bandiera)   | D     | Presnel Kimpembe         |
| 4  | Germania (bandiera)  | D     | Thilo Kehrer             |
| 5  | Brasile (bandiera)   | D     | Marquinhos               |
| 6  | Italia (bandiera)    | C     | Marco Verratti           |
| 7  | Francia (bandiera)   | A     | Kylian Mbappé            |
| 8  | Argentina (bandiera) | C     | Leandro Paredes          |
| 9  | Uruguay (bandiera)   | A     | Edinson Cavani           |
| 10 | Brasile (bandiera)   | A     | Neymar                   |
| 11 | Argentina (bandiera) | C     | Ángel Di María           |
| 12 | Belgio (bandiera)    | D     | Thomas Meunier           |
| 13 | Brasile (bandiera)   | D     | Dani Alves               |
| 14 | Spagna (bandiera)    | D     | Juan Bernat              |
| 15 | Spagna (bandiera)    | A     | Jesé                     |
| 16 | Francia (bandiera)   | P     | Alphonse Areola          |
| 17 | Camerun (bandiera)   | A     | Eric Maxim Choupo-Moting |

| N. |                        | Ruolo | Calciatore         |
| -- | ---------------------- | ----- | ------------------ |
| 18 | Argentina (bandiera)   | C     | Giovani Lo Celso   |
| 19 | Francia (bandiera)     | C     | Lassana Diarra     |
| 20 | Francia (bandiera)     | D     | Layvin Kurzawa     |
| 21 | Stati Uniti (bandiera) | A     | Timothy Weah       |
| 23 | Germania (bandiera)    | C     | Julian Draxler     |
| 24 | Francia (bandiera)     | C     | Christopher Nkunku |
| 25 | Francia (bandiera)     | C     | Adrien Rabiot      |
| 30 | Germania (bandiera)    | P     | Kevin Trapp        |
| 31 | Francia (bandiera)     | D     | Colin Dagba        |
| 32 | Brasile (bandiera)     | D     | Dani Alves         |
| 33 | Francia (bandiera)     | C     | Antoine Bernede    |
| 33 | Francia (bandiera)     | C     | Metehan Güclü      |
| 34 | Francia (bandiera)     | D     | Loïc Mbe Soh       |
| 35 | Francia (bandiera)     | A     | Moussa Diaby       |
| 36 | Francia (bandiera)     | D     | Stanley Nsoki      |
| 37 | Francia (bandiera)     | D     | Kévin Rimane       |
| 40 | Francia (bandiera)     | P     | Sébastien Cibois   |

## Calciomercato

### Sessione estiva(dal 09/06 al 31/08)
| Acquisti         | Acquisti                 | Acquisti      | Acquisti                            |
| R.               | Nome                     | da            | Modalità                            |
| ---------------- | ------------------------ | ------------- | ----------------------------------- |
| P                | Gianluigi Buffon         |               | svincolato                          |
| P                | Rémy Descamps            | Tours         | fine prestito                       |
| D                | Juan Bernat              | Bayern Monaco | definitivo (14 milioni €)           |
| D                | Thilo Kehrer             | Schalke 04    | definitivo (37 milioni €)           |
| C                | Gonçalo Guedes           | Valencia      | fine prestito                       |
| C                | Jonathan Ikoné           | Montpellier   | fine prestito                       |
| C                | Grzegorz Krychowiak      | West Bromwich | fine prestito                       |
| A                | Jean-Christophe Bahebeck | Utrecht       | fine prestito                       |
| A                | Eric Maxim Choupo-Moting |               | svincolato                          |
| A                | Moussa Diaby             | Crotone       | fine prestito                       |
| A                | Odsonne Édouard          | Celtic        | fine prestito                       |
| A                | Jesé                     | Stoke City    | fine prestito                       |
| A                | Kylian Mbappé            | Monaco        | riscatto cartellino (135 milioni €) |
| Altre operazioni |                          |               |                                     |
| R.               | Nome                     | da            | Modalità                            |
| C                | Yohan Demoncy            | Orléans       | fine prestito                       |
| C                | Alec Georgen             | AZ Alkmaar    | fine prestito                       |

| Cessioni         | Cessioni                 | Cessioni              | Cessioni                    |
| R.               | Nome                     | a                     | Modalità                    |
| ---------------- | ------------------------ | --------------------- | --------------------------- |
| P                | Rémy Descamps            | Clermont Foot         | prestito                    |
| P                | Kevin Trapp              | Eintracht Francoforte | prestito                    |
| D                | Yuri Berchiche           | Athletic Bilbao       | definitivo (24 milioni €)   |
| C                | Hatem Ben Arfa           |                       | svincolato                  |
| C                | Gonçalo Guedes           | Valencia              | definitivo (40 milioni €)   |
| C                | Jonathan Ikoné           | Lilla                 | definitivo (5 milioni €)    |
| C                | Grzegorz Krychowiak      | Lokomotiv Mosca       | prestito                    |
| C                | Giovani Lo Celso         | Real Betis            | prestito                    |
| C                | Thiago Motta             |                       | fine carriera               |
| C                | Javier Pastore           | Roma                  | definitivo (24,7 milioni €) |
| A                | Jean-Christophe Bahebeck | Utrecht               | definitivo                  |
| A                | Odsonne Édouard          | Celtic                | definitivo (10,3 milioni €) |
| Altre operazioni |                          |                       |                             |
| R.               | Nome                     | a                     | Modalità                    |
| D                | Abdourahmane Barry       |                       | svincolato                  |
| D                | Hervé Mombela            |                       | svincolato                  |
| C                | Lorenzo Callegari        |                       | svincolato                  |
| C                | Yohan Demoncy            | Orléans               | definitivo                  |
| C                | Claudio Gomes            |                       | svincolato                  |
| C                | Samuel Guilbert          |                       | svincolato                  |
| C                | Fares Hassani            | IC de Croix           | definitivo                  |
| C                | Hicham M'Laab            | Vitré                 | definitivo                  |
| C                | Gaëtan Robail            | Valenciennes          | rinnovo prestito            |
| A                | Samuel Essende           | Eupen                 | prestito                    |
| A                | Fahd El Khoumisti        |                       | svincolato                  |

### Sessione invernale(dal 01/01 al 31/01)
| Acquisti         | Acquisti        | Acquisti              | Acquisti                  |
| R.               | Nome            | da                    | Modalità                  |
| ---------------- | --------------- | --------------------- | ------------------------- |
| C                | Leandro Paredes | Zenit San Pietroburgo | definitivo (47 milioni €) |
| Altre operazioni |                 |                       |                           |
| R.               | Nome            | da                    | Modalità                  |

| Cessioni         | Cessioni        | Cessioni   | Cessioni   |
| R.               | Nome            | a          | Modalità   |
| ---------------- | --------------- | ---------- | ---------- |
| A                | Jesé            | Real Betis | prestito   |
| A                | Timothy Weah    | Celtic     | prestito   |
| Altre operazioni |                 |            |            |
| R.               | Nome            | a          | Modalità   |
| C                | Antoine Bernede |            | svincolato |

## Risultati

### Ligue 1

#### Girone d'andata
| Arbitro: | Bastien |

|                                |           |  |
| Neymar 10’ Rabiot 35’ Weah 89’ | Marcatori |  |

| Arbitro: | Turpin |

|          |           |                                   |
| Roux 20’ | Marcatori | 53’ (rig.) Neymar 82’, 90’ Mbappé |

| Arbitro: | Miguelgorry |

|                                  |           |                    |
| Cavani 12’ Mbappé 52’ Neymar 66’ | Marcatori | 21’ (rig.) Mangani |

| Arbitro: | Brisard |

|                           |           |                                                 |
| Bobichon 63’ Savanier 71’ | Marcatori | 36’ Neymar 40’ Di María 77’ Mbappé 90+3’ Cavani |

| Arbitro: | Schneider |

|                                                      |           |  |
| Draxler 23’ Cavani 51’ (rig.) Di María 76’ Diaby 84’ | Marcatori |  |

| Arbitro: | Ben El Hadj |

|                   |           |                                            |
| Rabiot 11’ (aut.) | Marcatori | 45’ Di María 61’ Meunier 83’ Choupo-Moting |

| Arbitro: | Thual |

|                                              |           |              |
| Cavani 5’, 44’ Neymar 24’ (rig.) Meunier 55’ | Marcatori | 2’ Chavarría |

| Arbitro: | Turpin |

|  |           |                              |
|  | Marcatori | 22’, 90+2’ Neymar 46’ Nkunku |

| Arbitro: | Gautier |

|                                            |           |  |
| Neymar 9’ (rig.) Mbappé 61’, 66’, 69’, 74’ | Marcatori |  |

| Arbitro: | Lesage |

|                                                            |           |  |
| Marquinhos 12’ Rabiot 42’ Draxler 80’ Mbappé 82’ Diaby 87’ | Marcatori |  |

| Arbitro: | Bastien |

|  |           |                          |
|  | Marcatori | 65’ Mbappé 90+5’ Draxler |

| Arbitro: | Letexier |

|                       |           |                   |
| Mbappé 70’ Neymar 84’ | Marcatori | 90+3’ (rig.) Pépé |

| Arbitro: | Buquet |

|  |           |                                       |
|  | Marcatori | 4’, 11’, 53’ Cavani 64’ (rig.) Neymar |

| Arbitro: | Ben El Hadj |

|           |           |  |
| Cavani 9’ | Marcatori |  |

| Arbitro: | Schneider |

|                          |           |                       |
| Briand 54’ Cornelius 84’ | Marcatori | 34’ Neymar 66’ Mbappé |

| Arbitro: | Gautier |

|                 |           |                   |
| Lala 41’ (rig.) | Marcatori | 71’ (rig.) Cavani |

| Arbitro: | Buquet |

|                                                                    |           |            |
| Kurzawa 13’ Di María 45+1’ Nkunku 73’ Hilton 78’ (aut.) Mbappé 79’ | Marcatori | 31’ Mollet |

| Arbitro: | Miguelgorry |

|  |           |                                                           |
|  | Marcatori | 7’ Marquinhos 40’ Mbappé 50’ Di María 90+2’ Choupo-Moting |

| Arbitro: | Abed |

|            |           |  |
| Mbappé 68’ | Marcatori |  |

#### Girone di ritorno
| Arbitro: | Batta |

|  |           |                                             |
|  | Marcatori | 57’ (rig.) Cavani 70’ Mbappé 79’ Marquinhos |

| Arbitro: | Delerue |

|                                                                       |           |  |
| Neymar 12’, 68’ Mbappé 38’, 45’, 80’ Cavani 60’, 66’, 75’ Meunier 83’ | Marcatori |  |

| Arbitro: | Abed |

|                                        |           |           |
| Cavani 7’, 71’ Di María 60’ Mbappé 66’ | Marcatori | 28’ Niang |

| Arbitro: | Turpin |

|                              |           |             |
| Dembélé 33’ Fekir 49’ (rig.) | Marcatori | 7’ Di María |

| Arbitro: | Buquet |

|                   |           |  |
| Cavani 42’ (rig.) | Marcatori |  |

| Arbitro: | Bastien |

|  |           |            |
|  | Marcatori | 73’ Mbappé |

| Arbitro: | Delerue |

|                            |           |  |
| Nkunku 40’ Mbappé 69’, 90’ | Marcatori |  |

| Arbitro: | Ben El Hadj |

|           |           |                        |
| Ninga 56’ | Marcatori | 59’ (rig.), 87’ Mbappé |

| Arbitro: | Gautier |

|                                                  |           |                          |
| Diego Carlos 22’ Waris 44’ Dani Alves 52’ (aut.) | Marcatori | 19’ Dani Alves 89’ Güclü |

| Arbitro: | Gautier |

|                                |           |             |
| Mbappé 45+2’ Di María 55’, 66’ | Marcatori | 46’ Germain |

| Arbitro: | Delerue |

|  |           |            |
|  | Marcatori | 74’ Mbappé |

| Arbitro: | Leonard |

|                              |           |                            |
| Choupo-Moting 13’ Kehrer 82’ | Marcatori | 26’ da Costa 38’ Gonçalves |

| Arbitro: | Bastien |

|                                                            |           |            |
| Meunier 7’ (aut.) Pépé 51’ Bamba 65’ Gabriel 71’ Fonte 84’ | Marcatori | 11’ Bernat |

| Arbitro: | Turpin |

|                      |           |             |
| Mbappé 15’, 38’, 56’ | Marcatori | 80’ Golovin |

| Arbitro: | Lesage |

|                                           |           |                                |
| Kimpembe 22’ (aut.) Delort 80’ Camara 85’ | Marcatori | 12’ (aut.) Oyongo 62’ Di María |

| Arbitro: | Schneider |

|                   |           |            |
| Neymar 60’ (rig.) | Marcatori | 46’ Ganago |

| Arbitro: | Batta |

|          |           |                         |
| Tait 87’ | Marcatori | 20’ Neymar 58’ Di María |

| Arbitro: | Brisard |

|                                       |           |  |
| Di María 3’ Cavani 4’ Mbappé 36’, 56’ | Marcatori |  |

| Arbitro: | Rainville |

|                                     |           |            |
| Baba 36’ Cafaro 56’ Chavarría 90+5’ | Marcatori | 59’ Mbappé |

### Champions League

#### Fase a gironi
| Arbitro: | Çakır |

|                                               |           |                        |
| Sturridge 30’ Milner 36’ (rig.) Firmino 90+2’ | Marcatori | 40’ Meunier 83’ Mbappé |

| Arbitro: | Dias |

|                                                         |           |           |
| Neymar 20’, 22’, 81’ Cavani 37’ Di María 42’ Mbappé 70’ | Marcatori | 74’ Marin |

| Arbitro: | Zwayer |

|                                     |           |                         |
| Mário Rui 61’ (aut.) Di María 90+3’ | Marcatori | 29’ Insigne 77’ Mertens |

| Arbitro: | Kuipers |

|                    |           |              |
| Insigne 62’ (rig.) | Marcatori | 45+2’ Bernat |

| Arbitro: | Marciniak |

|                       |           |                     |
| Bernat 13’ Neymar 37’ | Marcatori | 45+1’ (rig.) Milner |

| Arbitro: | Collum |

|              |           |                                                   |
| Gobeljić 56’ | Marcatori | 10’ Cavani 40’ Neymar 74’ Marquinhos 90+2’ Mbappé |

#### Fase ad eliminazione diretta
| Arbitro: | Orsato |

|  |           |                         |
|  | Marcatori | 53’ Kimpembe 60’ Mbappé |

| Arbitro: | Skomina |

|            |           |                                      |
| Bernat 12’ | Marcatori | 2’, 30’ Lukaku 90+4’ (rig.) Rashford |

### Coppa di Francia
| Arbitro: | Lavis |

|  |           |                                                          |
|  | Marcatori | 24’ (aut.) Julé 70’ Neymar 77’ (rig.) Mbappé 87’ Draxler |

| Arbitro: | Hamel |

|                        |           |  |
| Cavani 4’ Di María 80’ | Marcatori |  |

| Arbitro: | Gautier |

|  |           |                                     |
|  | Marcatori | 102’ Draxler 113’ Diaby 119’ Cavani |

| Arbitro: | Schneider |

|                              |           |  |
| Di María 8’, 28’ Meunier 76’ | Marcatori |  |

| Arbitro: | Letexier |

|                                                 |           |  |
| Verratti 29’ Mbappé 85’ (rig.) Dani Alves 90+2’ | Marcatori |  |

| Arbitro: | Buquet |

|                                                   |                      |                                                |
| Kimpembe 40’ (aut.) Mexer 66’                     | Marcatori            | 13’ Dani Alves 22’ Neymar                      |
| Niang Ben Arfa Grenier Lea Siliki Bensebaini Sarr | Tiri di rigore 6 – 5 | Cavani Dani Alves Paredes Bernat Neymar Nkunku |

### Coppa di Lega
| Arbitro: | Miguelgorry |

|          |           |                      |
| Lopy 69’ | Marcatori | 41’ Cavani 81’ Diaby |

| Arbitro: | Bastien |

|            |           |                                          |
| Neymar 63’ | Marcatori | 83’ (rig.) N'Gbakoto 90+2’ (rig.) Thuram |

### Supercoppa francese
| Arbitro: | Buquet |

|                                         |           |  |
| Di María 32’, 90+2’ Nkunku 39’ Weah 67’ | Marcatori |  |

## Statistiche

### Statistiche di squadra
| Competizione        | Punti     | In casa | In casa | In casa | In casa | In casa | In casa | In trasferta | In trasferta | In trasferta | In trasferta | In trasferta | In trasferta | Totale | Totale | Totale | Totale | Totale | Totale | Differenza reti |
| Competizione        | Punti     | G       | V       | N       | P       | Gf      | Gs      | G            | V            | N            | P            | Gf           | Gs           | G      | V      | N      | P      | Gf     | Gs     | Differenza reti |
| ------------------- | --------- | ------- | ------- | ------- | ------- | ------- | ------- | ------------ | ------------ | ------------ | ------------ | ------------ | ------------ | ------ | ------ | ------ | ------ | ------ | ------ | --------------- |
| Ligue 1             | 91 (1°)   | 19      | 17      | 2       | 0       | 63      | 10      | 19           | 12           | 2            | 5            | 42           | 25           | 38     | 29     | 4      | 5      | 105    | 35     | +70             |
| Champions League    | Ottavi    | 4       | 2       | 1       | 1       | 11      | 7       | 4            | 2            | 1            | 1            | 9            | 5            | 8      | 4      | 2      | 2      | 20     | 12     | +8              |
| Coppa di Francia    | Finale    | 3       | 3       | 0       | 0       | 8       | 0       | 2            | 2            | 0            | 0            | 6            | 0            | 6      | 5      | 1      | 0      | 16     | 2      | +14             |
| Coppa di Lega       | Quarti    | 1       | 0       | 0       | 1       | 1       | 2       | 1            | 1            | 0            | 0            | 2            | 1            | 2      | 1      | 0      | 1      | 3      | 3      | 0               |
| Supercoppa francese | Vincitore | -       | -       | -       | -       | -       | -       | -            | -            | -            | -            | -            | -            | 1      | 1      | 0      | 0      | 4      | 0      | +4              |
| Totale              | -         | 27      | 22      | 3       | 2       | 83      | 19      | 26           | 17           | 3            | 6            | 59           | 31           | 55     | 40     | 7      | 8      | 148    | 52     | +96             |

#### Andamento in campionato
| Giornata  | 1 | 2 | 3 | 4 | 5 | 6 | 7 | 8 | 9 | 10 | 11 | 12 | 13 | 14 | 15 | 16 | 17 | 18 | 19 | 20 | 21 | 22 | 23 | 24 | 25 | 26 | 27 | 28 | 29 | 30 | 31 | 32 | 33 | 34 | 35 | 36 | 37 | 38 |
| --------- | - | - | - | - | - | - | - | - | - | -- | -- | -- | -- | -- | -- | -- | -- | -- | -- | -- | -- | -- | -- | -- | -- | -- | -- | -- | -- | -- | -- | -- | -- | -- | -- | -- | -- | -- |
| Luogo     | C | T | C | T | C | T | C | T | C | C  | T  | C  | T  | C  | T  | T  | C  | T  | C  | T  | C  | C  | T  | C  | T  | C  | T  | T  | C  | T  | C  | T  | C  | T  | C  | T  | C  | T  |
| Risultato | V | V | V | V | V | V | V | V | V | V  | V  | V  | V  | V  | N  | N  | V  | V  | V  | V  | V  | V  | P  | V  | V  | V  | V  | P  | V  | V  | N  | P  | V  | P  | N  | V  | V  | P  |
| Posizione | 2 | 1 | 1 | 1 | 1 | 1 | 1 | 1 | 1 | 1  | 1  | 1  | 1  | 1  | 1  | 1  | 1  | 1  | 1  | 1  | 1  | 1  | 1  | 1  | 1  | 1  | 1  | 1  | 1  | 1  | 1  | 1  | 1  | 1  | 1  | 1  | 1  | 1  |

Fonte:  Classements, su lfp.fr, LFP.
Legenda:

Luogo: C = Casa; T = Trasferta. Risultato: V = Vittoria; N = Pareggio; P = Sconfitta.

### Statistiche dei calciatori
| Giocatore        | Ligue 1  | Ligue 1 | Ligue 1     | Ligue 1    | Coppa di Francia+Coppa di Lega | Coppa di Francia+Coppa di Lega | Coppa di Francia+Coppa di Lega | Coppa di Francia+Coppa di Lega | Champions League | Champions League | Champions League | Champions League | Supercoppa francese | Supercoppa francese | Supercoppa francese | Supercoppa francese | Totale   | Totale | Totale      | Totale     |
| Giocatore        | Presenze | Reti    | Ammonizioni | Espulsioni | Presenze                       | Reti                           | Ammonizioni                    | Espulsioni                     | Presenze         | Reti             | Ammonizioni      | Espulsioni       | Presenze            | Reti                | Ammonizioni         | Espulsioni          | Presenze | Reti   | Ammonizioni | Espulsioni |
| ---------------- | -------- | ------- | ----------- | ---------- | ------------------------------ | ------------------------------ | ------------------------------ | ------------------------------ | ---------------- | ---------------- | ---------------- | ---------------- | ------------------- | ------------------- | ------------------- | ------------------- | -------- | ------ | ----------- | ---------- |
| A. Areola        | 21       | -17     | 1           | 0          | 5+2                            | -4                             | 0                              | 0                              | 3                | -6               | 0                | 0                | -                   | -                   | -                   | -                   | 31       | -27    | 1           | 0          |
| J. Bernat        | 25       | 1       | 5           | 1          | 6+2                            | 0                              | 2+1                            | 0                              | 8                | 3                | 2                | 0                | -                   | -                   | -                   | -                   | 41       | 4      | 10          | 1          |
| A. Bernede       | 3        | 0       | 1           | 0          | -                              | -                              | -                              | -                              | -                | -                | -                | -                | 1                   | 0                   | 0                   | 0                   | 4        | 0      | 1           | 0          |
| G. Buffon        | 17       | -18     | 0           | 0          | 1+1                            | -1                             | 0                              | 0                              | 4                | -6               | 0                | 0                | 1                   | -0                  | 0                   | 0                   | 24       | -25    | 0           | 0          |
| E. Cavani        | 21       | 18      | 1           | 0          | 3+2                            | 2+1                            | 1+1                            | 0                              | 7                | 2                | 0                | 0                | -                   | -                   | -                   | -                   | 33       | 23     | 3           | 0          |
| E. Choupo-Moting | 22       | 3       | 0           | 0          | 4+1                            | 0                              | 0                              | 0                              | 4                | 0                | 0                | 0                | -                   | -                   | -                   | -                   | 31       | 3      | 0           | 0          |
| S. Cibois        | -        | -       | -           | -          | -                              | -                              | -                              | -                              | 0                | -0               | 0                | 0                | -                   | -                   | -                   | -                   | 0        | -0     | 0           | 0          |
| C. Dagba         | 17       | 0       | 2           | 0          | 3+0                            | 0                              | 0                              | 0                              | 1                | 0                | 0                | 0                | 1                   | 0                   | 0                   | 0                   | 22       | 0      | 2           | 0          |
| Dani Alves       | 23       | 1       | 4           | 0          | 4+2                            | 2+0                            | 0                              | 0                              | 3                | 0                | 1                | 0                | -                   | -                   | -                   | -                   | 32       | 3      | 5           | 0          |
| M. Diaby         | 25       | 2       | 1           | 0          | 6+2                            | 1+1                            | 0                              | 0                              | 1                | 0                | 0                | 0                | 0                   | 0                   | 0                   | 0                   | 34       | 4      | 1           | 0          |
| L. Diarra        | 3        | 0       | 0           | 0          | -                              | -                              | -                              | -                              | 0                | 0                | 0                | 0                | 1                   | 0                   | 0                   | 0                   | 4        | 0      | 0           | 0          |
| A. Di María      | 29       | 12      | 2           | 0          | 4+2                            | 3+0                            | 1+0                            | 0                              | 7                | 2                | 1                | 0                | 1                   | 2                   | 0                   | 0                   | 43       | 19     | 4           | 0          |
| J. Draxler       | 32       | 3       | 6           | 0          | 6+2                            | 2+0                            | 1+0                            | 0                              | 7                | 0                | 2                | 0                | -                   | -                   | -                   | -                   | 47       | 5      | 9           | 0          |
| M. Güclü         | 1        | 1       | 0           | 0          | -                              | -                              | -                              | -                              | -                | -                | -                | -                | -                   | -                   | -                   | -                   | 1        | 1      | 0           | 0          |
| Jesé             | -        | -       | -           | -          | 1+0                            | 0                              | 0                              | 0                              | -                | -                | -                | -                | -                   | -                   | -                   | -                   | 1        | 0      | 0           | 0          |
| T. Kehrer        | 27       | 1       | 4           | 0          | 5+1                            | 0                              | 1+0                            | 0                              | 6                | 0                | 2                | 0                | -                   | -                   | -                   | -                   | 39       | 1      | 7           | 0          |
| P. Kimpembe      | 24       | 0       | 4           | 1          | 3+1                            | 0                              | 0                              | 0                              | 7                | 1                | 1                | 0                | -                   | -                   | -                   | -                   | 35       | 1      | 5           | 1          |
| L. Kurzawa       | 19       | 1       | 4           | 0          | 2+0                            | 0                              | 1+0                            | 0                              | -                | -                | -                | -                | 0                   | 0                   | 0                   | 0                   | 21       | 1      | 5           | 0          |
| G. Lo Celso      | 1        | 0       | 0           | 0          | -                              | -                              | -                              | -                              | -                | -                | -                | -                | 0                   | 0                   | 0                   | 0                   | 1        | 0      | 0           | 0          |
| Marquinhos       | 30       | 3       | 12          | 1          | 4+2                            | 0                              | 0                              | 0                              | 6                | 1                | 1                | 0                | 1                   | 0                   | 0                   | 0                   | 43       | 4      | 13          | 1          |
| K. Mbappé        | 29       | 33      | 5           | 1          | 4+2                            | 2+0                            | 0                              | 1+0                            | 7                | 4                | 1                | 0                | -                   | -                   | -                   | -                   | 42       | 39     | 6           | 2          |
| L. Mbe Soh       | 2        | 0       | 0           | 0          | -                              | -                              | -                              | -                              | -                | -                | -                | -                | 0                   | 0                   | 0                   | 0                   | 2        | 0      | 0           | 0          |
| T. Meunier       | 22       | 3       | 2           | 0          | 3+1                            | 1+0                            | 0                              | 0                              | 5                | 1                | 1                | 0                | -                   | -                   | -                   | -                   | 31       | 5      | 3           | 0          |
| Neymar           | 17       | 15      | 2           | 0          | 3+1                            | 2+1                            | 2+1                            | 0                              | 5                | 5                | 2                | 0                | 1                   | 0                   | 0                   | 0                   | 27       | 23     | 7           | 0          |
| C. Nkunku        | 22       | 3       | 0           | 0          | 5+1                            | 0                              | 0                              | 0                              | 0                | 0                | 0                | 0                | 1                   | 1                   | 0                   | 0                   | 29       | 4      | 0           | 0          |
| K. Nsoki         | 12       | 0       | 2           | 0          | 1+0                            | 0                              | 1+0                            | 0                              | 0                | 0                | 0                | 0                | 1                   | 0                   | 0                   | 0                   | 14       | 0      | 3           | 0          |
| L. Paredes       | 16       | 0       | 1           | 0          | 4+0                            | 0                              | 1+0                            | 0                              | 2                | 0                | 1                | 0                | -                   | -                   | -                   | -                   | 22       | 0      | 3           | 0          |
| A. Rabiot        | 14       | 2       | 3           | 0          | -                              | -                              | -                              | -                              | 5                | 0                | 0                | 0                | 1                   | 0                   | 0                   | 0                   | 20       | 2      | 3           | 0          |
| K. Rimane        | 1        | 0       | 0           | 0          | 1+0                            | 0                              | 0                              | 0                              | -                | -                | -                | -                | 1                   | 0                   | 0                   | 0                   | 3        | 0      | 0           | 0          |
| Thiago Silva     | 25       | 0       | 4           | 0          | 4+1                            | 0                              | 0                              | 0                              | 6                | 0                | 0                | 0                | 1                   | 0                   | 0                   | 0                   | 37       | 0      | 4           | 0          |
| K. Trapp         | 0        | -0      | 0           | 0          | 0+1                            | 0                              | 0                              | 0                              | -                | -                | -                | -                | 0                   | -0                  | 0                   | 0                   | 1        | 0      | 0           | 0          |
| M. Verratti      | 26       | 0       | 7           | 0          | 3+1                            | 1+0                            | 3+1                            | 0                              | 6                | 0                | 2                | 0                | 1                   | 0                   | 0                   | 0                   | 37       | 1      | 13          | 0          |
| T. Weah          | 2        | 1       | 1           | 0          | -                              | -                              | -                              | -                              | -                | -                | -                | -                | 1                   | 1                   | 0                   | 0                   | 3        | 2      | 1           | 0          |